# Мария фон Вюртемберг
Антоанета Фридерика Августа Мария Анна фон Вюртемберг (на немски: Antoinette Friederike Auguste Marie Anna von Württemberg; * 17 септември 1799, Кобург; † 24 септември 1860, Гота) от династията Вюртемберги, е принцеса от Вюртемберг и чрез женитба херцогиня на Саксония-Кобург и Гота (23 декември 1832 – 29 януари 1844).

## Живот
Тя е единствената дъщеря, най-голямото дете на херцог Александер фон Вюртемберг (1771–1833) и съпругата му принцеса Антоанета фон Сакс-Кобург-Заалфелд (1779 – 1824), дъщеря на херцог Франц I фон Саксония-Кобург-Заалфелд (1750 – 1806) и графиня Августа Ройс Еберсдорф (1757 – 1831).
Мария се омъжва на 23 декември 1832 г. в Кобург за по-големия си с 15 години чичо херцог Ернст I фон Саксония-Кобург и Гота (1784 – 1844) от рода на Ернестинските Ветини, най-възрастният син на херцог Франц фон Саксония-Кобург-Заалфелд (1750 – 1806) и втората му съпруга графиня Августа Каролина София Ройс Еберсдорф (1757 – 1831). Той е разведен от 1826 г. от принцеса Луиза Сакс-Гота-Алтенбургска (1800 – 1831). Тя е втората му съпруга, става мащеха на братовчед си принц Алберт, съпругът на кралица Виктория. Бракът е бездетен.
Тя се интересува от литература, музка, театър и изкуство. Франц Лист е от 1842 г. често на посещение при нея. След смъртта на нейния съпруг Ернст I през 1844 г. Мария избира да живее в Херцогство Гота с дворците Райнхардсбрун, Фридрихстал и дворец Фриденщайн, където умира на 24 септември 1860 г. в 7:45 часа на 61 години. Погребана е в херцогския мавзолей в гробището на Кобург.